# Mielichhoferia procera
Mielichhoferia procera là một loài rêu trong họ Bryaceae. Loài này được Broth. ex M. Fleisch. mô tả khoa học đầu tiên năm 1904.